# Трифіза Фрина
Трифіза Фрина (Triphysa phryne) — вид комах з родини Satyridae. Єдиний у Європі представник невеликого центрально-азійсько-сибірського реліктового роду.

## Морфологічні ознаки
Розмах крил — 30–39 мм. Статевий диморфізм дуже виразний. Загальний фон забарвлення крил самця темний сіро-бурий, самиці — кремово-білуватий. Низ крил контрастний сіро-бурий, з виразними білуватими жилками та рядами очок уздовж зовнішнього краю крил.

## Поширення
Поширення — Південно-східна Європа, південний Урал, Казахстан, південно-західний Сибір, Алтай, північний та центральний Тянь-Шань. 
В Україні зустрічається дуже локально, лише у Херсонській області та біля озера Сиваш. Популяція переважно незначна, лише на о-ві Куюктук (озеро Сиваш) може досягати у пік льоту імаго 20–30 особин на 1 га.

## Особливості біології
Зустрічається в цілинних злакових степах. Зберігся лише на заповідних територіях. Біологія в Україні вивчена мало. Дає одну генерацію на рік. Літ метеликів відбувається у травні. Самиці відкладають яйця на злакові рослини, якими живиться гусінь. Зимують лялечки.

## Загрози та охорона
Загрози: порушення місць перебування виду (розорювання цілинного степу, надмірний випас худоби, випалювання трави).
Занесений до Червоної книги метеликів Європи (1998 рік). Пасивно охороняється у БЗ «Асканія-Нова» та у Азово-Сиваському НПП. Необхідно докладніше вивчити особливості біології виду з метою подальшого створення умов, оптимальних для збереження цього стенобіонтного виду.